# Камило Карбонара
Антонио Джовани Луиджи Камило Адолфо Едуардо Евгенио Аделе Гарони Карбонара (на италиански: Antonio Giovanni Luigi Camillo Adolfo Edoardo Eugenio Adele Garroni Carbonara) е италиански политик, дипломат и държавник. Фамилното му име Гарони е променено на Гарони Карбонара с кралски указ от 1928 година.

## Биография
Роден е на 22 май 1852 година в Генуа, тогава в Сардинското кралство, в семейството на Карлота Онето и Виторио Емануеле Гарони Карбонара. Между 1868 и 1872 година учи право в Торино и Генуа, след което става член на консулата на префектура Катания. Избран е за комисар на крал Умберто I за общините Катания, Болоня, Генуа и Неапол, която длъжност изпълнява 20 години. От 1 юли 1897 година до 26 юли 1911 година е префект на Генуа. През това време синдикатите на корабостроителните работници се борят за условията на труд и заплатите в отрасъла, които Карбонара се опитва да подтиска. На 4 март 1905 година е назначен за сенатор. 
На 21 юли 1911 година е назначен за посланик на Италия в Цариград, Османската империя. Заема поста едва след подписването на договора в Уши, сложил край на Итало-турската война през октомври 1912 година. След началото на Първата световна война Италия в лицето на Камило Карбонара защитава интересите на Русия в Цариград. От септември 1920 година до 22 октомври 1923 година е италиански върховен комисар в Цариград, а от 1922 година до 24 юли 1923 година ръководи италианската делегация по време на подписването на Лозанския мирен договор.
Умира на 22 май 1935 година в Генуа.

### Македония
Трифон Греков, член на Македонската емигрантска федеративна организация в Женева, пътува до Лозана, където се среща с Гарони по време на конференцията и му връчва мемоар на организацията по македонския въпрос. Гарони се представя на Греков:
| „ | Аз сѫм дѫлгогодишен бивш италиянски консул в Македония. И като такѫв имал сѫм вѫзможността да влеза в тесни сношения с населението. Свидетел бех на неговите неизказани страдания през време на турския режим и в качеството си на консул, помагах му в крѫга на вѫзможността. Мнозина сѫм спасил от бесилка. От тогава храня кѫм него дѫлбока симпатия, обичам го и от все сѫрце, желая по-скорошното му освобождение. | “ |

Гарони подкрепя дейността на федеративната организация, като подчертава, че в борбата за независима Македония трябва да бъдат включени представители на всичките народности в региона:
| „ | Щастлив сѫм да чуя от вас, че четирите национални елементи – албанци, бѫлгари, власи и турци, които в миналото враждувате по между си, сега се сгрупирали в обща организация, представлявана от един комитет на федерални начала. Старайте се да привлечете и другите елементи – гѫрци и сѫрби. С общи усилия вие имате голем шанс да постигнете по-скоро освобождението на Македония. Освен туй щом в вашата организация влизат почти всички македонски народности, то никой не може да ви обвинява или даже да ви подозира, че защищавате каузите на сѫседните балкански дѫржави, както, за жалост, туй бе миналото. Позволете ми по тоя случай да направя една забележка – извинявайте за моята откровеност, понеже сѫм искрен приятел на Македония и ярѫк привѫрженик на нейната кауза, която ми е много скѫпа и ви приказвам не като официално лице, а като приятел – вашият Комитет несѫмнено много по-добре би направил, ако изпратеше заедно с вас делегати и от другите националности. Вие много добре разбирате за какво имено дѫржа да направя тая бележка. | “ |

По отношение на представения мемоар и въпроса на Греков дали македонският въпрос може да бъде разгледан на конференцията, Гарони отговаря отрицателно:
| „ | Копието от мемоара, който имате любезността да ми врѫчите, ще бѫде разгледано с особенно внимание от нашата делегация. Но, сѫщевременно, заявявам ви, за мое твѫрде големо сѫжаление, ние нищо не можем да направим за македонската кауза. Македонският вѫпрос не фигурира в дневния ред на конференцията; той не е поставен на зелената маса на разглеждане. И частно за мене, много сѫжелявам, че се намирам в абсолютната невѫзможност да ви помогна. Но когато вашия вѫпрос бѫде поставен на зелената маса, то бѫдете уверени в безрезервната подкрепа на Италия. Тя ще направи всичко зависяще от нея за реализирането на вашите искания за независимостта на Македония. Но до тогаз работете, енергично и неуморимо. | “ |

Гарони насърчава Греков с думите:
| „ | Както италиянския народ, след дѫлги борби се е освободил, тѫй и вие, македонците, ще се сдобиете с свобода. Вашата дейност тук, в Лозана, все ще остави следи и впечатление ще направи факта, че вие говорите от името на Федеративния Македонски Комитет, сѫстоящ се от албанци, бѫлгари, власи и турци и с туй доказвате, че тези македонски народи сѫ сѫединили силите си за постигането на общата цел – независимостта на Македония. | “ |